# Lauttajärvi (sjö i Lappland)
Lauttajärvi är en sjö i Finland. Den ligger i kommunen Posio i landskapet Lappland, i den norra delen av landet, 700 km norr om huvudstaden Helsingfors. Lauttajärvi ligger 257,6 meter över havet. Arean är 37,8 hektar och strandlinjen är 5,87 kilometer lång. Sjön  ingår i Kemi älvs huvudavrinningsområde. 